# Marie Bedford
Pour les articles homonymes, voir Bedford.
Marie Esther Bedford, née le 27 mars 1907 et morte le 8 septembre 1997 à Durban, est une nageuse sud-africaine.

## Biographie
Aux Jeux olympiques d'été de 1928 à Amsterdam, Marie Bedford remporte la médaille de bronze à l'issue de la finale du relais 4x100m nage libre en compagnie de Kathleen Russell, Rhoda Rennie et Freddie van der Goes.